# جورجيا أوكيف
جورجيا توتو أوكيف (بالإنجليزية: Georgia O'Keeffe)‏ (15 من نوفمبر 1887م - 6 من مارس 1986م) هي فنانة أمريكية.
وُلدت أوكيف بالقرب من صن براري، ويسكنسن، حيث بزغ نجمها لأول مرة لدى جماعة الفنانين في نيويورك في عام 1916، وذلك قبل عقود عديدة من اكتساب النساء حقهن في الحصول على التدريب في مجال الفنون في كليات وجامعات أمريكا.
وقد قامت برسم لوحات كبيرة تتضمن أزهارًا ضخمة، وقامت بعرضها عن قرب كما لو كان يُنظر إليها من خلال عدسة مكبرة، ومن مباني نيويورك، والتي يرجع معظمها إلى نفس العقد. وابتداءً من عام 1929، عندما بدأت العمل في البداية خلال جزء من العام في شمال نيو مكسيكو، والتي اتخذتها موطنًا دائمًا لها في عام 1949، صورت أوكيف موضوعات محددة تتعلق بهذه المنطقة، مثل عظام الحيوانات الميتة التي تعكس جمال الصحراء الأبدي. تستخدم أوكيف الأسلوب الواقعي مع بعض التعديلات حتى تبرز جماليات الطبيعة الصامتة التي ترسمها.
تعتبر لوحتها جيمسون ويد (أو الوردة البيضاء) التي أنتجتها عام 1932 أغلى لوحة تباع لفنانة في العالم، حيث بيعت عام 2014 في مزاد سوذبي في نيويورك بمبلغ 44.4 مليون دولار.

## الإرث
عقب وفاة أوكيف، دخلت عائلتها في نزاع بشأن وصيتها وذلك بسبب ملحقات الوصية التي أُدخلت عليها في ثمانينيات القرن العشرين، والتي بموجبها تم نقل جميع تركتها لعائلة هاميلتون. وفي نهاية المطاف، تمت تسوية هذه القضية بعيدًا عن المحاكم في يوليو عام 1987. وأصبحت القضية مشهورةً في قانون السوابق القضائية فيما يتعلق بكتابة الوصية والتخطيط للتصرف في الأملاك. وقد تم تحويل جزء كبير من أصول تركتها لمؤسسة جورجيا أوكيف، والتي تم حلها في عام 2006، لتنتقل هذه الأصول إلى متحف جورجيا أوكيف، الذي تم إنشاؤه في سانتا في في عام 1997 ليخلد فيه الإرث الفني لـ «أوكيف». وتضمنت هذه الأصول مجموعةً كبيرةً من عملها وصورها الفوتوغرافية وموادها الأرشيفية ومنزلها في أبيكويو ومكتبتها وممتلكاتها. وقد خُصص منزل جورجيا أوكيف والاستوديو الخاص بها في أبيكويو كمعلم تاريخي قومي في عام 1998، وهو الآن يخضع لملكية متحف جورجيا أوكيف.
في عام 2006، تمت تسمية فصائل مُتحجرة لـ الأركوصورات على اسم أوكيف. وتم فتح كتل محجرة تم اقتلاعها في بادئ الأمر في عامي 1947 و1948 بالقرب من منزل أوكيف في منتجع «جوست رانش» (Ghost Ranch) بعد خمسين عامًا من جمعها. وتشبه الحفرية ديناصورات الأورنيثوميموصوريات بشدة، ولكنها في الواقع أقرب صلةً إلى التماسيح. وقد أُطلق على هذه النوعية اسم أركوصور أوكيفيا («شبح أوكيف») في يناير 2006، وذلك «تكريمًا لجورجيا أوكيف على لوحاتها العديدة التي عبرت فيها عن الأراضي الوعرة الموجودة في «جوست رانش» واهتمامها بمحتجر سيلوفايسز عندما تم اكتشافه».
في عام 1991، بث تلفزيون بي بي إس (بابليك برودكاستينج سيرفيس) مسلسلاً تم إنتاجه ضمن سلسلة المسرح الأمريكي بعنوان زواج: جورجيا أوكيف وألفريد ستيغليتز، وهو من بطولة جين ألكسندر، حيث تلعب دور جورجيا أوكيف وكريستوفر بلامر في دور ألفريد ستيغليتز. وأنتجت شبكة تليفزيون لايف تايم فيلمًا تناول حياة جورجيا أوكيف تم عرضه للمرة الأولى في 19 سبتمبر 2009، بطولة جوان ألين في دور أوكيف وجيرمي أيرونز في دور ألفريد ستيغليتز وهنري سيمونز في دور جين تومر وإد بيجلي جونيور في دور شقيق ستيغليتز لي وتاين دالي في دور مابل دودج لوهان.
وقد تم افتتاح معرض جديد لأعمال أوكيف في متحف جورجيا أوكيف في سانتا في، نيومكسيكو، والذي تم تسليط الضوء فيه على أعمالها التجريدية الأقل شهرة، وذلك منذ مايو عام 2010.

## كتابات أخرى
- Georgia O'Keeffe Museum. About Georgia O'Keeffe
- Haskell, Barbara, Barbara Buhler Lynes, et al., 2009. Georgia O'Keeffe: Abstraction'. New Haven, ISBN 978-0-300-14817-6
- Jennings, Patricia & Maria Ausherman, Georgia O'Keeffe’s Hawai’i, Koa Books, Kihei, Hawaii, 2011, ISBN 978-1-935646-10-5
- Lynes, Barbara Buhler, 2007. Georgia O'Keeffe Museum Collections. New York. ISBN 978-0-8109-0957-1
- Lynes, Barbara Buhler, Georgia O'Keeffe. Encyclopædia Britannica online
- Lynes, Barbara Buhler, 1999. Georgia O'Keeffe: Catalogue Raisonné, London. ISBN 0-300-08176-6
- Merrill, C.S., 2010. Weekends with O'Keeffe, University of New Mexico Press, Albuquerque. ISBN 978-0-8263-4928-6
- Messinger, Lisa Mintz, 2001. Georgia O'Keeffe, Thames & Hudson, London. ISBN 0-500-20340-7
- O'Keeffe,Georgia, "The Marriage: Georgia O'Keeffe and Alfred Stieglitz," American Playhouse, PBS, 1991
- Patten, Christine Taylor and Alvaro Cardona-Hine, 1992. Miss O'Keefe, Albuquerque, University of New Mexico Press.
- Robinson, Roxana, 2000. O'Keeffe, Georgia. American National Biography Online
- Robinson, Roxana, 1990. Georgia O'Keeffe: A Life, Bloomsbury, London. ISBN 0-7475-0557-8
- Saville, Jennifer, Georgia O'Keeffe, Paintings of Hawai'i, Honolulu, Honolulu Academy of Arts, 1990, ISBN 0-937426-11-3

## وصلات خارجية
- جورجيا أوكيف على موقع IMDb (الإنجليزية)
- جورجيا أوكيف على موقع الموسوعة البريطانية (الإنجليزية)
- جورجيا أوكيف على موقع ميوزك برينز (الإنجليزية)
- جورجيا أوكيف على موقع إن إن دي بي (الإنجليزية)
- جورجيا أوكيف على موقع ديسكوغز (الإنجليزية)
- جورجيا أوكيف على موقع قاعدة بيانات الفيلم (الإنجليزية)
- Georgia O'Keeffe Museum

- Georgia O'Keeffe Museum Collections Online نسخة محفوظة 6 يونيو 2010 على موقع واي باك مشين.

- Alfred Stieglitz/Georgia O'Keeffe Archive at the Beinecke Rare Book and Manuscript Library at Yale University
- Color image of aerial-view cloudscape by Georgia O'Keeffe
- Documentary Film, Georgia O'Keeffe
- Georgia O'Keeffe Gallery at MuseumSyndicate
- Lifetime Honors - National Medal of Arts.
- The Apple (1920–1922) Phoenix Art Museum
- Pink Abstraction (1929)Phoenix Art Museum